# Лоддигезия
Ракетохвостая лоддигезия или ракетохвостый колибри, или Колибри-ракетохвост, или Изумительный ракетохвост-лоддигезия,  (лат. Loddigesia mirabilis) — колибри среднего размера, с белыми, зелёными и коричневыми оперением. Колибри относится к монотипному роду коллибри-лоддигезия, или лоддигезия (лат. Loddigesia).
Лоддигезия — эндемик Перу. Вид обитает на горных склонах в бассейне реки Уткубамба. Встречается на высоте около 2500 метров над уровнем моря.

## Питание
Колибри питается нектаром цветов рода Рубус и насекомыми.

## Описание
Лоддигезия — птица среднего размера, его длина около 15 сантиметров. Спина и бока у него зелёные, грудка белая, на голове есть фиолетовая шапочка, а на груди блестящий бирюзовый воротничок, который продолжает чёрная полоса. В хвосте колибри всего 4 пера. У самца два из них отличаются очень необычным обликом: они очень длинные и тонкие, а на концах они имеют большое тёмно-синее опахало. Эти перья могут быть в два-три раза больше самой птицы. Во время брачного танца самец трясёт ими, привлекая самку. У неё хвост значительно короче, а грудь белая, чёрной полосы, воротника и хохолка нет.

## Размножение
Сезон размножения, как правило, в конце октября-начале мая. Привлекая самку, самец трясёт своими длинными хвостовыми перьями, перепрыгивая с ветки на ветку, иногда в полёте и трещит.
Самка строит небольшое чашеобразное гнездо. Как правило, оно состоит из мха, травы, шерсти, пуха и паутинок, может растягиваться, чтобы вместить в себе растущих птенцов. Гнездо обычно спрятано в кронах деревьев или кустарников. Гнездо птицы выглядит белым с жёлтым оттенком. В кладке 2 белых круглых яйца. Самка насиживает их одна, самец же охраняет территорию. Птенцы рождаются слепыми и голыми. Они покидают гнездо в возрасте 7-10 дней.

## Образ жизни
Как и другие виды колибри, лоддигезия питается в основном нектаром растений, при этом опыляя их. Для того, чтобы достать нектар из цветка, птицы используют свой длинный и тонкий язык. Иногда колибри также едят мелких пауков и насекомых — для них это важный источник белка. Также насекомыми они кормят своих птенцов.
Самцы делят территорию на участки, которые тщательно охраняются.

## Охрана
Постоянная вырубка лесов приводит к тому, ареал вида стремительно сокращается. Кроме того, эти птицы популярны у местных жителей: их перья используют для украшения. Вид считается вымирающим Также он внесён в Конвенцию о международной торговле видами дикой фауны и флоры, находящимися под угрозой исчезновения. Численность оценивается в 250-1000 взрослых особей.
Перуанские защитники природы специально для редких видов колибри выделили площадь около 100 акров. Там они посадили деревья и кустарники, которые привлекают колибри и являются наиболее предпочтительными для них.
Сюжет о лоддигезии был показан на PBS TV в серии Nature,  в серии BBC TV Natural World, в трёхсерийном документальном сериале "Дикие Анды", 1 серия - Жизнь в облаках.